# Ceticismo religioso
O ceticismo religioso é um tipo de ceticismo relacionado à religião. Os céticos religiosos questionam a autoridade religiosa e não são necessariamente contra a religião (antirreligiosos), mas especificamente céticos em relação a crenças e ou práticas religiosas específicas ou todas. Sócrates foi um dos primeiros e mais importantes céticos religiosos de quem existem registros, tendo questionado a legitimidade das crenças de sua época na existência dos deuses gregos. O ceticismo religioso não é o mesmo que ateísmo ou agnosticismo, e alguns céticos religiosos são deístas ou teístas que rejeitam a religião organizada predominante que encontram, ou mesmo toda religião organizada.

## Visão geral
A palavra cético é originária do francês médio "sceptique" ou do latim "scepticus", literalmente "seita dos céticos". Sua origem está na palavra grega skeptikos, que significa inquirir e era usada para se referir aos membros da escola filosófica helenística do pirronismo, que duvidavam da possibilidade do conhecimento. O ceticismo religioso geralmente se refere a duvidar ou questionar algo sobre a religião. Embora, como observado por Schellenberg, o termo às vezes seja aplicado de forma mais geral a qualquer pessoa que tenha uma visão negativa da religião.
A maior parte dos céticos são agnósticos e ateus, mas também há várias pessoas religiosas que são céticas em relação à religião. Os religiosos são céticos em relação às reivindicações de outras religiões, pelo menos quando as duas denominações entram em conflito em relação a alguma crença . Alguns filósofos apresentam a pura diversidade da religião como uma justificativa para o ceticismo tanto de teístas como de não-teístas. Os teístas são geralmente céticos em relação às afirmações apresentadas pelos ateus.
Michael Shermer declara que o ceticismo religioso seria um processo para a descoberta da verdade e não uma "inaceitação generalizada". Por esta razão, um cético religioso pode acreditar que Jesus existiu enquanto questiona as afirmações de que ele era o messias ou realizou milagres. O livro "A Vida e a Moral de Jesus de Nazaré", de Thomas Jefferson, é uma análise literal do Novo Testamento que busca remover os aspectos sobrenaturais da crença.

## História
A Grécia Antiga era uma sociedade politeísta em que os deuses não eram onipotentes e exigiam sacrifícios e rituais.
Os primórdios do ceticismo religioso remontam a Xenófanes. Ele criticou a religião popular de sua época, sobretudo que as falsas concepções do divino são um subproduto da tendência humana de antropomorfizar divindades. Ele criticou os textos sagrados de seu tempo ao descreverem os deuses sob uma perspectiva negativa e promoveu uma visão mais racional da religião. Criticou muito as pessoas religiosas que privilegiam seu sistema de crenças em detrimento de outros, sem uma boa razão.
A concepção de Sócrates do divino era que os deuses eram sempre bons, verdadeiros, autoritários e sábios. A divindade deveria agir operar dentro dos padrões da racionalidade. Esta crítica à religião estabelecida resultou em seu julgamento por impiedade e corrupção, conforme documentado no texto Apologia de Sócrates. O historiador Will Durant escreve que Platão era "tão cético em relação ao ateísmo quanto a qualquer outro dogma".
Demócrito foi o pai do materialismo Ocidental e não acredtiva na vida após a morte. Especificamente, no texto "Aqueles no Hades" (num sentido moderno "Os que estão no pós-vida; Hades era tanto a divindade quanto o local em que estavam os mortos), ele se refere aos constituintes da alma como átomos que se dissolvem após a morte. Isso mais tarde inspirou o filósofo Epicuro e sua filosofia que mantinha uma visão materialista e rejeitava qualquer vida após a morte, ao mesmo tempo que afirmava que os deuses também não estavam interessados nos assuntos humanos. No poema De rerum natura , Lucrécio proclamou a filosofia epicurista, de que o universo opera de acordo com princípios físicos e guiado pela sorte, ou acaso, em vez de ter seu destino determinado pelos deuses.
No texto "De Natura Deorum," o filósofo cético acadêmico Cícero apresentou argumentos contra os estóicos, questionando o caráter dos deuses, participando ou não dos assuntos terrenos e questionando sua existência.
Na Índia antiga, havia uma escola filosófica materialista chamada Cārvāka, que era reconhecida por por ser cética em relação às crenças religiosas da religião védica, seus rituais e seus textos sacros. Um precursor da escola Charvaka, o filósofo Ajita Kesakambali, não acreditava na reencarnação.

### História moderna
Thomas Hobbes discordava fortemente dos ensinamentos cristãos ortodoxos. Afirmou repetidamente que não existem substâncias incorpóreas e que todas as coisas, até mesmo Deus, o céu e o inferno, são corpóreas, matéria em movimento. Defendeu que "embora as Escrituras reconheçam os espíritos, em nenhum lugar dizem que eles são incorpóreos, ou seja, sem dimensões e quantidade".
Voltaire, embora deísta, era um ávido crítico da religião e defendia a aceitação de todas as religiões, bem como a separação entre Igreja e Estado.
No Japão, Yamagata Bantō (falecido em 1821) afirmou que “neste mundo não existem deuses, Budas ou fantasmas, nem existem coisas estranhas ou milagrosas”.

## Ceticismo religioso moderno
A expressão se transformou em um termo que normalmente enfatiza métodos de evidência científicos e históricos. Existem alguns céticos que questionam se a religião é um tema viável para crítica, visto que não requer provas para crença (questão de fé). Outros, no entanto, insistem que é tão importante como qualquer outro conhecimento, especialmente quando faz afirmações que contradizem as feitas pela ciência.
Muitas obras foram escritas desde o final do século 20 por filósofos como Schellenburg e Moser, e ambos escreveram numerosos livros sobre o tema. Muito dessas obras se concentraram em definir o que é religião e especificamente sobre o que as pessoas são céticas em relação às religiões. Outras obras defenderam a viabilidade do ceticismo religioso apelando a evidências de ordem superior como evidências sobre nossas evidências e nossas capacidades de avaliação, o que alguns chamam de meta-evidência.
Ainda há sinais do ceticismo grego antigo na forma como alguns pensadores atuais questionam a viabilidade intelectual da crença no divindade. Atualmente, existe uma certa desconfiança e falta de aceitação dos céticos religiosos, especialmente daqueles que também são ateus. Tal fato está associado às preocupações que muitos céticos têm sobre o governo em países, como os EUA, onde a separação entre Igreja e Estado são princípios centrais do sistema político.